# 榊裕之
榊 裕之（さかき ひろゆき、1944年〈昭和19年〉10月6日 - ）は、日本の工学者。東京大学名誉教授。学校法人トヨタ学園フェロー、豊田工業大学名誉学長。専門は半導体電子工学。朝日賞選考委員（2015年度から）。日本学士院会員。文化勲章受章者。
2022年4月1日、国立大学法人奈良国立大学機構の初代理事長として就任した。

## 人物
愛知県名古屋市出身。江崎玲於奈が提唱した半導体超格子構造の概念に影響を受け、固体半導体中における量子効果の物理と、そのエレクトロニクスへの応用を中心に研究を行ってきた。
兄の榊佳之はゲノム生物学の研究者で豊橋技術科学大学の元学長。父の榊米一郎は電子顕微鏡の研究者で名古屋大学名誉教授、初代豊橋技術科学大学学長。祖父の榊亮三郎は仏教学者で京都帝国大学教授。母方の祖父は大同製鋼の社長を務めた下出義雄である。

## 略歴
略歴節の主要な出典は「国立大学法人奈良国立大学機構理事長略歴」。
- 1965年03月 - 名古屋大学教育学部附属高等学校卒業
- 1968年03月 - 東京大学工学部電気工学科卒業
- 1970年03月 - 東京大学大学院工学研究科電子工学専攻修士課程修了
- 1973年03月 - 東京大学大学院工学研究科電子工学専攻博士課程修了、工学博士[4]
- 1973年04月 - 東京大学生産技術研究所助教授
- 1976年 - 　　IBMトマス・ワトソン研究所客員研究員（1977年まで）
- 1987年06月 - 東京大学生産技術研究所教授
- 1988年04月 - 東京大学先端科学技術研究センター教授（1998年3月末まで）
- 1988年04月 - 東京大学生産技術研究所教授を併任(1998年3月末まで、但し1993年8月～1996年6月末の期間を除く）
- 1988年 - 　　創造科学技術推進事業(ERATO)量子波プロジェクト 総括責任者（～1993年）
- 1998年04月 - 東京大学生産技術研究所教授 (専任）
- 2007年03月 - 東京大学生産技術研究所教授を定年退職
- 2007年04月 - 豊田工業大学副学長・教授
- 2007年06月 - 東京大学名誉教授（現在に至る）
- 2010年09月 - 豊田工業大学学長（2019年8月31日まで）
- 2019年09月 – 学校法人トヨタ学園常務理事
- 2019年10月 - 豊田工業大学名誉教授（現在に至る）
- 2019年12月 - 日本学士院会員（現在に至る）
- 2021年06月 - 学校法人トヨタ学園フェロー（現在に至る）
- 2021年06月 - 豊田工業大学名誉学長（現在に至る）
- 2022年04月 - 国立大学法人奈良国立大学機構理事長[5][6][1]

### その他
- 2004年 - 2005年 応用物理学会会長[7]
- 2012年 講書始の儀で講師を務めた[8]。

## 受賞・叙勲
- 1974年 電子通信学会業績賞
- 1983年 応用物理学会賞
- 1989年 日本IBM科学賞[9]
- 1990年 応用物理学会賞、服部報公賞
- 1991年 電子通信学会業績賞
- 1994年 島津賞[10]
- 1996年 IEEEデイヴィッド・サーノフ賞[11][12]
- 2000年 藤原賞[13]
- 2001年 紫綬褒章[14]
- 2002年 ヴェルカー賞
- 2004年 江崎玲於奈賞[15]
- 2005年 日本学士院賞[16]
- 2006年 電子情報通信学会功績賞
- 2008年 文化功労者[17]
- 2010年 C&C賞[18]
- 2022年 文化勲章[19]

## 著作

### 論文
- (1982年) Y. Arakawa and H. Sakaki “Multidimensional quantum well laser and. temperature dependence of its threshold current”, Appl. Phys. Lett., Vol.40, No.11, pp.939-941.

### 書籍
著書・編書
- (2004年) 榊裕之著 『全図解ナノテクノロジー : その全貌と未来』 かんき出版, ISBN 4-7612-6147-1
- (1988年) 榊裕之編著, 江崎玲於奈監修 『超格子ヘテロ構造デバイス』 工業調査会, ISBN 4-7693-1067-6

訳書
- (1981年) C.ミード・L.コンウェイ共著, 菅野卓雄・榊裕之監訳 『超LSIシステム入門』 培風館